# INSAT-3B
O  INSAT-3B foi um satélite de comunicação geoestacionário indiano da série INSAT que esteve localizado na posição orbital de 83 graus de longitude leste, ele foi construído e também era operado pela Organização Indiana de Pesquisa Espacial (ISRO). O INSAT-3B representa o primeiro dos cinco satélites lançados com êxito da série INSAT-3. O satélite foi baseado na plataforma Insat-2/-3 Bus e sua vida útil estimada era de 10 anos. O INSAT-3B saiu de serviço, em março de 2011, e foi enviado para a órbita cemitério.

## Lançamento
O satélite foi lançado com sucesso ao espaço no dia 21 de março de 2000, às 23:28 UTC, por meio de um veículo Ariane 5G a partir do Centro Espacial de Kourou, na Guiana Francesa, juntamente com o seu copassageiro, um satélite de difusão, o AsiaStar, pertencente a uma empresa dos EUA, a WorldSpace. Ele tinha uma massa de lançamento de 2.070 kg.

## Capacidade e cobertura
O INSAT-3B era equipado com 12 transponders em banda C, 3 transponders em banda Ku, um farol de banda Ku e um transponder em banda S. Ele serve principalmente para transmissão de comunicação empresarial e comunicação móvel para a Índia.